# Ignacio Verdura
Ignacio Aníbal Verdura (n. Paraná, 22 de noviembre de 1931 - f. Santo Tomé, 28 de enero de 2018) fue un general de brigada del Ejército Argentino, condenado a prisión perpetua en el juicio por el circuito represivo de Monte Peloni, en el Partido de Olavarría.

## Biografía
Ignacio Aníbal Verdura nació el 22 de noviembre de 1931 en Paraná, Entre Ríos. Poco antes de cumplir los 16 años se inscribió en el Colegio Militar de la Nación. Egresó con una calificación de 8,254 el 1 de diciembre de 1952. Formó parte del Regimiento 11 de Caballería de Santo Tomé, Corrientes. Allí se casó con María Ercilia de Brum, que formaba parte de una familia de estancieros con amplia participación en el radicalismo correntino. Tuvieron varios hijos.
A Olavarría llegó a finales de 1975. Allí asumió como jefe del Área 124 y ocupó el cargo de máximo responsable del Regimiento de Caballería de Tanques 2 de Olavarría desde el 5 de diciembre de 1975 hasta el 4 de diciembre de 1977. Gozaba de enorme consenso en un sector de la ciudadanía. Era frecuente que Verdura organizara almuerzos con referentes de la alta burguesía local. Al punto tal de que hacia 1984 y como reacción ante una nota publicada por la APDH (Asamblea Permanente por los Derechos Humanos) de Olavarría, un grupo de defensores acérrimos del represor firmaron una solicitada en su apoyo. Firmaban: Octavio F. Oliva y Federico Prester (periodistas de El Popular y de Tribuna respectivamente), Pedro Ressia (martillero), Salvador Aitala (empresario fideero), Héctor M. Eyheramendy (dirigente ruralista), Juan G. Becker (dueño de una empresa láctea), Mariano Girgenti y Mario Giaquinta, (empresarios de seguros), Antonio Alem (dueño de una cabaña), BrankoZuljevic (directivo de una empresa de bolsas industriales) Pedro P. Cura (contador), Edgardo A. England (empresario inmobiliario), Mario Elbey (panadero), Torcuato Emiliozzi (uno de los legendarios hermanos Emiliozzi), Eusebio Bouciguez (influyente empresario), Carlos Blando (dueño de una cochería), Fermín Cajén (agroganadero), José Buglione (poderoso estanciero), Roque Modarelli (repuestos de automóviles, con grandes contacto en el TC), Vicente R. Tesone (estanciero).
Años después y más allá de su responsabilidad en la infraestructura de lo que fue el terrorismo de Estado en Olavarría, fue denunciado por participar del atentado contra el presidente Raúl Alfonsín el 19 de mayo de 1986. Siete días después, el entonces comandante del III Cuerpo de Ejército pidió su relevo.

## Trayectoria
El legajo militar de Verdura lo describe como “oficial superior de sobresalientes cualidades ético espirituales, serio, aplomado, ecuánime, con independencia de juicio, posee un alto nivel intelectual y de cultura profesional y general”. También agrega que “goza de sólido prestigio tanto en el ámbito militar como en el ambiente no profesional”, sigue. De hecho, años más tarde, durante su estancia como jefe del Regimiento de Tanques 2 de Olavarría, entre diciembre de 1975 y 1977, se codeaba ampliamente con los personajes más encumbrados de la sociedad del lugar. Entre ellos, los firmantes de una solicitada en su defensa cuando se iniciaban los cuestionamientos en su contra como responsable de delitos de lesa humanidad. Allí se leían los nombres de grandes productores rurales, periodistas, empresarios, propietarios de medios de comunicación. Fue en septiembre de 1977 en que desaparecieron en Olavarría numerosos jóvenes, la mayoría, militantes peronistas. Varios de ellos fueron llevados al Centro Clandestino de Detención Monte Peloni, perteneciente al regimiento local.

## Juicio y condena
El 29 de diciembre de 2014, el Tribunal Oral en lo Criminal Federal de Mar del Plata dio a conocer la sentencia en un juicio oral por delitos de lesa humanidad cometidos durante la última dictadura. Los jueces Roberto Falcone, Mario Portela y Néstor Parra impusieron la pena de prisión perpetua para Omar Ferreyra, Aníbal Ignacio Verdura y Walter Grosse. En tanto, fijó ocho años de prisión para Horacio Leites.
Se investigaron allí los delitos de privación ilegítima de la libertad, tormentos y homicidio calificado, cometidos en el circuito represivo que comprendía los Centros Clandestinos de Detención (CCD) Comisaría de Olavarría – Regimiento de Caballería de Tanques 2 “Lanceros General Paz” de Olavarría - Brigada de Investigaciones de Las Flores – Monte Peloni (Sierras Bayas de Olavarría) – CCD “La Huerta” de Tandil (intersección de la Ruta Nacional 226 y camino a la Base Aérea Militar Tandil a cargo del Comando de la Brigada de Caballería Blindada).